# Hades
 For alternative betydninger, se Hades (flertydig). (Se også artikler, som begynder med Hades)
 Der er for få eller ingen kildehenvisninger i denne artikel, hvilket er et problem. Du kan hjælpe ved at angive troværdige kilder til de påstande, som fremføres i artiklen.

Hades (græsk: ᾍδης, Hádēs; Ἅιδης, Háidēs, "den usynlige", "den usete"  ) er i den græske mytologi dødsriget eller dødsrigets gud. Et andet navn for samme gud er Pluton ("den rige"), fordi ædelmetaller kommer fra undergrunden. I romersk mytologi har han det latinske navn Pluto (fra græsk) eller Dis pater ("Rig far")  og er guden for underverdenen og ædle metaller, mens dødsriget hedder Orcus.

## Guden
Hades var søn af Kronos og Rhea og broder til Zeus, Hera, Hestia, Demeter og Poseidon. Da Zeus havde besejret sin tyranniske far, delte de tre brødre verden imellem sig, så Zeus fik himlen, Poseidon havet og Hades underverdenen.
Hades røvede Persefone, sin søster Demeters datter, og giftede sig med hende. Persefone skulle være hos sin mand i vintermånederne og ellers hos sin mor. Demeter var agerbrugets gudinde, og Persefone symboliserede kornet, der jo er skjult i jorden vinteren igennem. Historien spillede en vigtig rolle i de eleusinske mysterier.
Fordi Hades var konge over dødsriget, var hans navn forbundet med frygt, og han fik derfor eufemistiske tabunavne som "den rige" (Pluton), "den navnkundige" (Klymenos), "den rådsnare" (Eubuleus) og "den gæstfrie" (Polydegmon).
Ofte er Hades beskrevet med en magtfuld hjelm eller krone, der skulle give ham "kraften" til at gøre sig usynlig.

## Dødsriget
Det græske dødsrige Hades svarer ikke til det kristne helvede. Det er ikke et sted, som de onde sendes til efter døden som straf for de synder, de begik i livet. Det svarer heller ikke til de kristnes himmel. Hos Homer beskrives Hades som et trist sted, hvor sjælene lever et evigt skyggeliv uden alt det, der bragte glæde i jordelivet.
En del myter fortæller om heltes nedfart til dødsriget (græsk katabasis): Herakles, der som en af sine mange opgaver skulle stjæle dødsrigets trehovedede vagthund Kerberos, Theseus og Peirithoos, der ville stjæle Persefone, Orfeus, der ville hente sin døde hustru Eurydike tilbage til livet og Odysseus på sin omflakkende rejse hjem fra Troja. Grækerne og romerne mente, der var nedgange til dødsriget mange steder fx Tainaros på det sydlige Peloponnes og gennem søen Avernus nær Cumae.
De dødes sjæle kom til dødsriget ved at krydse den mytiske flod Acheron, som de blev sejlet over af færgemanden Charon, hvis de gav ham én obol: Det var derfor en udbredt skik i oldtiden at lægge en sådan mønt under tungen på de døde, der ikke skulle stå uden penge til overfarten. Ellers var de for evigt strandet på den anden bred. Vejen ud var spærret af vagthunden Kerberos, der var venlig, når nogen trådte ind, men bidsk, når de ville ud.
Der var fem floder i Hades: Acheron, Kokytos, Flegethon, Lethe og Styx. I den sidste flod blev Achilleus dyppet af sin mor Thetis i håb om at gøre ham usårlig.
Grækerne kunne ikke finde trøst i det triste dødsrige, og der opstod populære mysteriereligioner, der tilbød frelse og evigt liv. De orfiske mysterier lærte, at de døde skulle undgå at drikke af Lethe ("glemsel") og i stedet drikke af søen Mnemosyne ("erindring"), som bragte frelse. Man begyndte også at forestille sig, at der sad tre dommere i dødsriget: Minos, Rhadamantys og Aiakos, der sendte de onde til Tartaros (egentlig fængslet for de tyranniske titaner i den gamle mytologi) og de gode til de elysiske sletter eller de saliges øer.

## Herakles
Herakles' sidste opgave var at fange Kerberos. Herakles tog først til Eleusis for at blive indviet i de eleusinske mysterier. Han gjorde det for at fritage sig selv for skyld for at dræbe kentaurer og lære at komme ind og ud af underverdenen i live. Han fandt indgangen til underverdenen på halvøen Taenarum, og Athena og Hermes hjalp ham ind og ud. Herakles bad Hades om tilladelse til at overtage Kerberos. Hades accepterede det, så længe Herakles ikke skadede hunden. På vej ud med Kerberos, passerede han hulen Acherusia.